# Wang Yun
En aquest nom xinès, el cognom és Wang.
Wang Yun ( pronunciació (?·pàg.)) (137–192), nom de cortesia Zishi, va ser un polític xinés que va viure durant la tardana Dinastia Han Oriental. Va exercir en el govern Han durant els regnats de tres emperadors – Emperador Ling (168-189), Emperador Shao (189) i Emperador Xian (189-220). Els càrrecs més alts en els què va exercir van ser l'Encarregat dels Afers dels Mestres de l'Escriptura i el Ministre sobre les Masses al començament del regnat de l'Emperador Xian. El 192 amb l'ajuda de Lü Bu i altres va tramar un colp d'estat reeixit contra Dong Zhuo a Chang'an, un senyor de la guerra tirànic que controlar el govern central dels Han central, i aquest va ser passat per l'espasa. No obstant, més tard eixe any, els seguidors de Dong Zhuo van fer un altre colp d'estat i van recuperar el control del govern central. Wang Yun, juntament amb els seus familiars, va ser capturat i executat.
En la novel·la històrica del segle XIV el Romanç dels Tres Regnes Wang Yun era el pare adoptiu de la donzella de ficció Diaochan, a qui va utilitzar per a despertar recels entre Lü Bu i Dong Zhuo.

## Vida
Segons el Llibre del Han Tardà, Wang Yun era del Comtat Qi, Taiyuan (en l'actualitat Comtat Qi, Shanxi). La seua família tenia molts membres que havien estat funcionaris administratius al govern regional durant generacions. El propi Wang Yun es va fer funcionaria a l'edat dels 19 anys, i es va convertir en Inspector de la província de Yu (豫州刺史). Tanmateix, més tard va fracassar en la seua lluita pel poder amb l'eunuc Zhang Rang i va haver d'abandonar la seua posició i amagar-se al camp. Després de la mort Zhang Rang, el general He Jin va pujar al poder, i Wang Yun va ser ascendit a Senyor de Casa i més tard a Intendent de Henan (河南尹).
El 190 la capital Luoyang va sumir-se en el caos després de la mort de He Jin i d'un cruent enfrontament entre la poderosa facció eunuc i els funcionaris governamentals. Dong Zhuo, un senyor de la guerra de la província de Liang (凉州) va aconseguir prendre el control de la situació i va entronitzar un emperador titella a qui mantenia sota la seua influència. Per aleshores Wang Yun ocupava les posicions de Ministre sobre les Masses (司徒) i Prefecte dels Mestres de l'Escriptura (尚書令).
El posterior comportament tirànic i cruel de Dong Zhuo va despertar la ira de molts. Wang Yun llavors va confabular amb molt altres funcionaris per a assassinar Dong Zhuo. El pla va rebre un gran impuls quan els conspiradors van aconseguir el suport de Lü Bu, un formidable guerrer que exercia de general sota Dong Zhuo. Portant amb si una dotzena d'homes, Lü Bu va acorralar Dong Zhuo fora de la porta del palau i el va assassinar.
Després de la mort del tirà va córrer la brama que Wang Yun, ara de facto el cap del govern central dels Han, volia purgar i ajusticiar tots els antics subordinats de Dong Zhuo. Quan Wang Yun es va negar a concedir amnistia als antics subordinats de Dong Zhuo, aquests es van alçar en armes sota el comandament de Li Jue i Guo Si; que els van portar a atacar Chang'an. Li Jue i Guo Si van derrotar les forces imperials dels Han defenent Chang'an i van ocupar la capital. Lü Bu tenia previst fugir de Chang'an abans que la ciutat caiguera, així que li va demanar a Wang Yun que escapara amb ell. Tot i això, Wang Yun es va negar a abandonar l'Emperador Xian i es quedar enrere. Les forces de Li Jue i Guo Si el van capturar i el van matar juntament amb la seua família. Alguns dels parents de Wang Yun van aconseguir escapar i sobreviure; un d'ells va ser Wang Ling, un nebot de Wang Yun, que es convertiria en general de l'estat de Cao Wei durant el període dels Tres Regnes.

## AlRomanç dels Tres Regnes

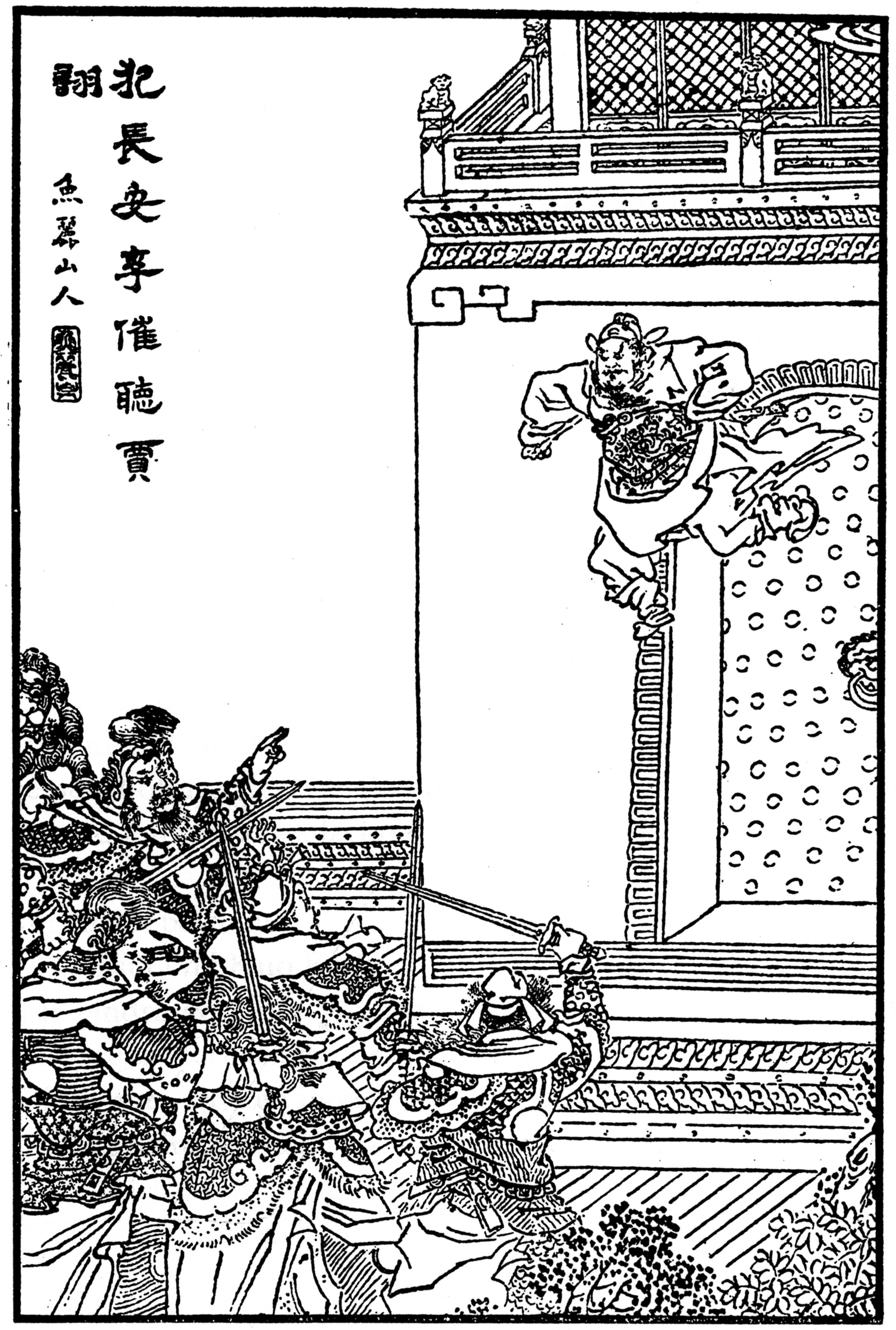
Wang Yun commits suicide in front of Li Jue and Guo Si. Impressió de l'edició de la novel·la del Romanç dels Tres Regnes de la dinastia Qing.

Wang Yun apareix com a personatge en dos capítols de la novel·la històrica del segle XIV el Romanç dels Tres Regnes, la qual romanticitza els esdeveniments dels períodes de la Dinastia Han Oriental i els Tres Regnes de la Xina. En la novel·la Wang Yun traça un pla elaborat per a eliminar a Dong Zhuo. Aquest comportava dos dels Trenta-sis Estratagemes: la Trampa de la Bellesa i l'Estratagema Cadena.
Al capítol 8 mentre Wang Yun pensava en com desfer-se de Dong Zhuo és que es troba amb Diaochan, una cantant de la seua llar a qui tractava com si fora sa filla. Aleshores se li acudeix una idea: utilitzar Diaochan per a sembrar la discòrdia entre Dong Zhuo i Lü Bu, i instar Lü Bu a assassinar Dong Zhuo. Més tard convida Lü Bu i Dong Zhuo a la seua residència per a una festa en dues ocasions diferents. En ambdues ocasions, li demana a Diaochan que actue per als convidats i que cride la seua atenció. Inicialment promet que casarà Diaochan amb Lü Bu; i més tard deixa que Dong Zhuo s'emporte Diaochan a casa. Quan Lü Bu se n'assabenta, pensa que Dong Zhuo es volia adjudicar Diaochan per a ell mateix i s'emprenya molt. Un dia, mentre Dong Zhuo estava fora, Lü Bu entra en la seua habitació i es troba allí a Diaochan. Ella plorava desconsoladament i li suplica que la salve de Dong Zhuo. Mentrestant, Dong Zhuo que acabava de tornar el veu abraçant a Diaochan. Tan enfurit estava que llança una ji a Lü Bu que de poc no el toca, i aquest últim acaba fugint del lloc. Després de calmar-se Dong Zhuo parla amb Diaochan i li pregunta si té la intenció de casar-se amb Lü Bu, ella contesta que prefereix suïcidar-se o estar morta abans que això; i ell se la creu.
Al capítol 9 a mesura que Lü Bu es ressent cada vegada més Dong Zhuo, és que Wang Yun aprofita l'ocasió per a incitar Lü Bu a girar-se contra Dong Zhuo. Ell aconsegueix convéncer Lü Bu perquè mate a Dong Zhuo, i tot seguit prepara una emboscada a l'entrada del palau. Després de mentir a Dong Zhuo, dient que l'Emperador Xian volia abdicar del seu tron en favor seu, i conduir-lo fins a l'emboscada, és que Dong Zhuo troba el seu final a mans de Lü Bu. Més tard en el capítol 9 quan Chang'an està envoltada per les forces de Li Jue i Guo Si, Wang Yun els fa prometre de no ferir l'Emperador Xian i llavors se suïcida davant d'ells saltant des d'una plataforma que hi havia damunt les muralles.